# オルトトリジン
オルトトリジン（o-tolidine、o-トリジン）は有機塩基の一種で、3,3'-ジメチルベンジジンのこと。塩素の検出に用いられていた分析用の試薬。白色または赤みがかった粉末で、水に溶けにくい。

## 合成
o-ニトロトルエンを還元的に二量化させた N,N'-ビス（2-メチルフェニル）ヒドラジンに、酸を作用させるとベンジジン転位がおこりオルトトリジンが得られる。

## オルトトリジン法
オルトトリジンは塩素の検出試薬である。また、次亜塩素酸やクロラミンなどの酸化力のある塩素化合物とも反応しこれらを検出する。これらの物質とオルトトリジンが反応すると、濃度によって、淡黄色から黄褐色になる。そのため、水道水中の塩素の検出にも用いられたが、発癌性を指摘され現在は、公式に使用は中止、ジエチルパラフェニレンジアミン法が用いられている。この検出法（オルトトリジン法）は、重金属などの妨害によって誤差が生じやすいため注意が必要。また、亜硝酸イオン、臭素、ヨウ素、オゾン、二酸化窒素、二酸化塩素とも反応する。
（上記のように、精度や発癌性の面で公的な検査で用いることはできないが、水に溶液を加えるだけという操作の簡便さから現在でも一部使用されており、残留塩素測定用の希薄溶液が一般人でも入手可能である。ただし、発癌性があるため、取り扱いや溶液の廃棄は慎重に行う必要がある。）